# St. Michaelis (Braunschweig)

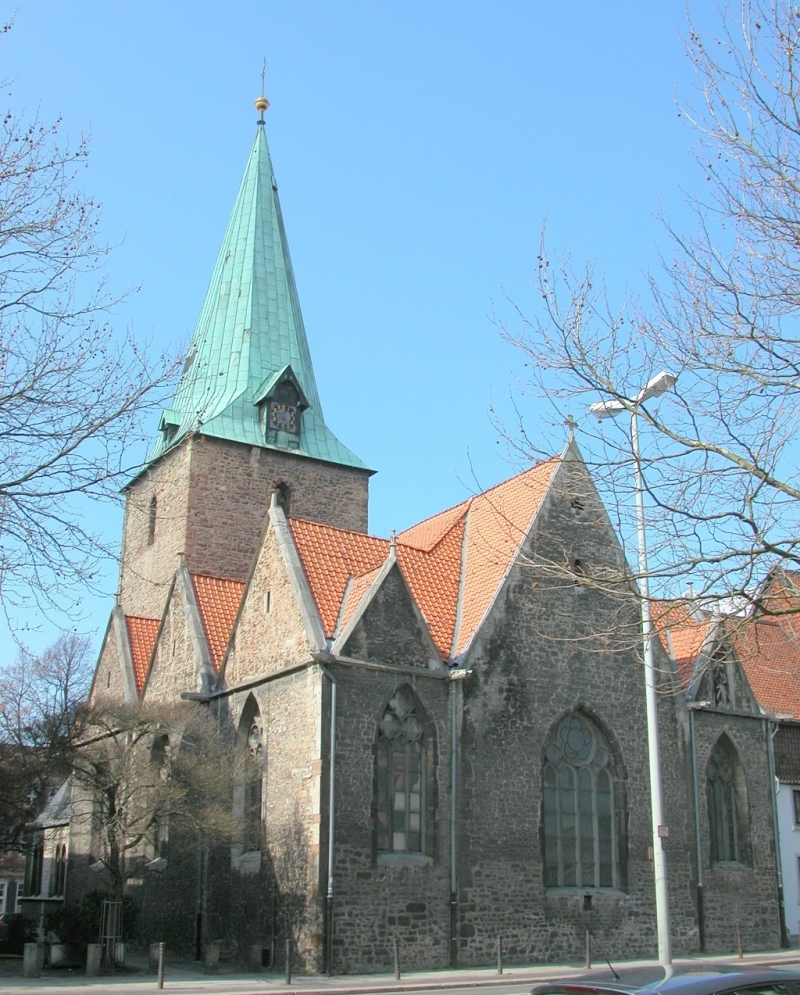
Michaeliskirche von Südosten

St. Michaelis, auch Michaeliskirche genannt, befindet sich im Weichbild Altstadt in Braunschweig. Zu Michaeli 1157, das heißt am 29. September, wurde sie durch Bischof Bruno von Hildesheim dem Erzengel Michael geweiht und war die kleinste der städtischen Pfarrkirchen. Seit 1528 ist die Michaeliskirche lutherische Pfarrkirche.

## Entstehungsgeschichte

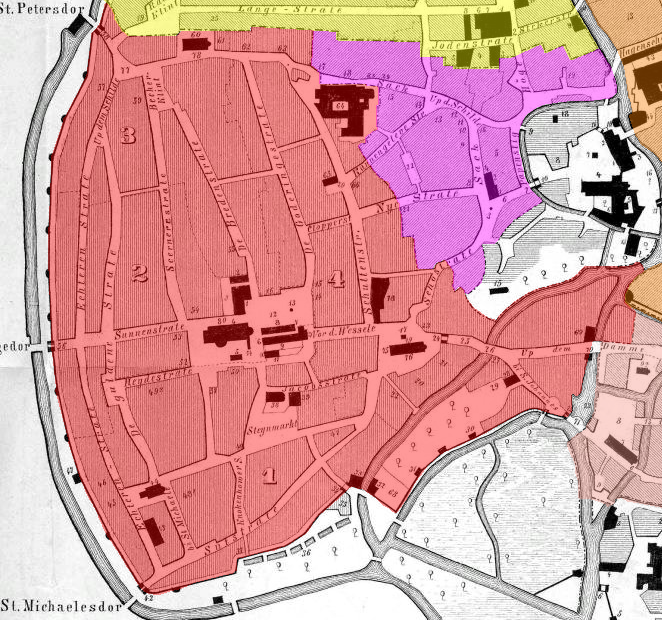
Das Weichbild „Altstadt“ um 1400 (rot dargestellt). Die Michaeliskirche befindet sich unten links.

Die Kirche wurde im Südwesten der heutigen Innenstadt, nahe der alten, heute noch in Resten erhaltenen Stadtmauer erbaut. Der rote Braunschweiger Rogenstein für den Bau stammt aus dem nahe gelegenen Nußberg und der helle Elmkalkstein aus dem Elm. Die Kirche befand sich damals nahe der Fernhandelsstraße von Frankfurt – Hamburg. Heute liegt sie zwischen Echtern- und Güldenstraße.
Urkundlich belegt ist der u. a. durch private Spenden finanzierte Bau der Kirche auf dem Grundstück eines Bürgers namens Bendarz. Die Weihe des Gebäudes fand 1157 statt. Um die Kirche herum wurde ein Friedhof für Fremde, Verbannte und Arme angelegt.
Wie das Bauwerk ursprünglich aussah, ist unbekannt und gibt bis heute Anlass zu Spekulationen, da es im Laufe der Jahrhunderte mehrfach baulich verändert wurde. Es handelte sich aber wohl um ein einschiffiges Gebäude, evtl. als Saalkirche im Dorfkirchenschema angelegt, und wurde um 1200 durch einen im romanischen Stil konzipierten quadratischen Westturm erweitert. Der Umbau zu einer dreischiffigen gotischen Hallenkirche erfolgte zwischen dem 13. und 15. Jahrhundert, evtl. in der Folge des Stadtbrandes vom 12. Mai 1278, bei dem die Michaeliskirche beschädigt worden war.
Die Giebel der Nordseite, von denen der nordöstliche die Jahreszahl „1454“ trägt, zeigen spätgotische Skulpturen aus der Mitte des 15. Jahrhunderts und stellen unter anderem den heiligen Lorenz, den zweiten Schutzpatron der Kirche, mit einem Rost und den Erzengel Michael, der mit dem Speer gegen den Drachen kämpft, dar.

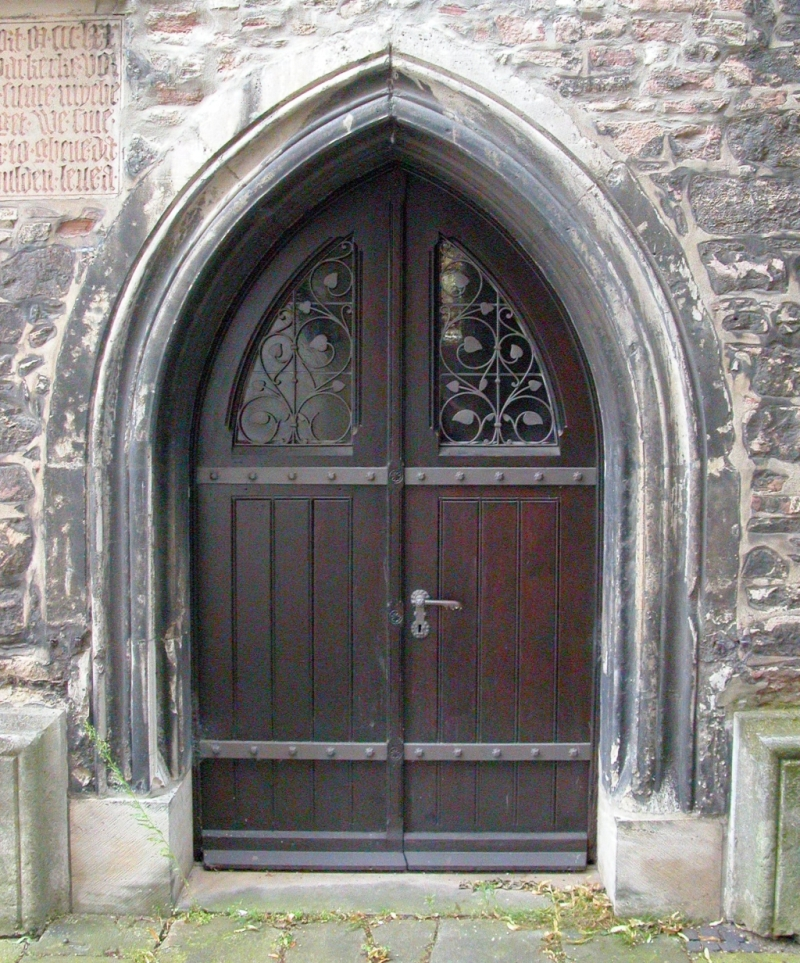
Die „Brauttür“ auf der Nordseite

Auf der Ostseite des Kirchenschiffes befindet sich ein Abbild des Kopfes Christi. Reisende, die durch das Michaelis-Tor in die Stadt kamen, erreichten zunächst die Michaeliskirche und strichen im Vorbeigehen über den Kopf, da dies der Legende nach Glück verheißen sollte. Im Laufe der Jahrhunderte wurden die Konturen der Skulptur durch diese „Abnutzung“ immer undeutlicher.
Der evangelische Theologe Thomas Müntzer war von 1514 bis 1521 Pfarrer der Michaeliskirche.

### Weiheinschrift von 1379 und Stifterbildnis

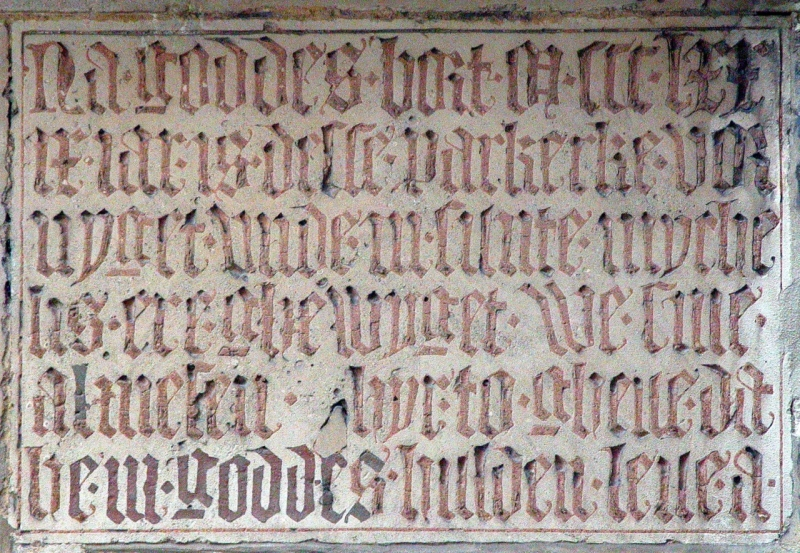
Weiheinschrift von 1379

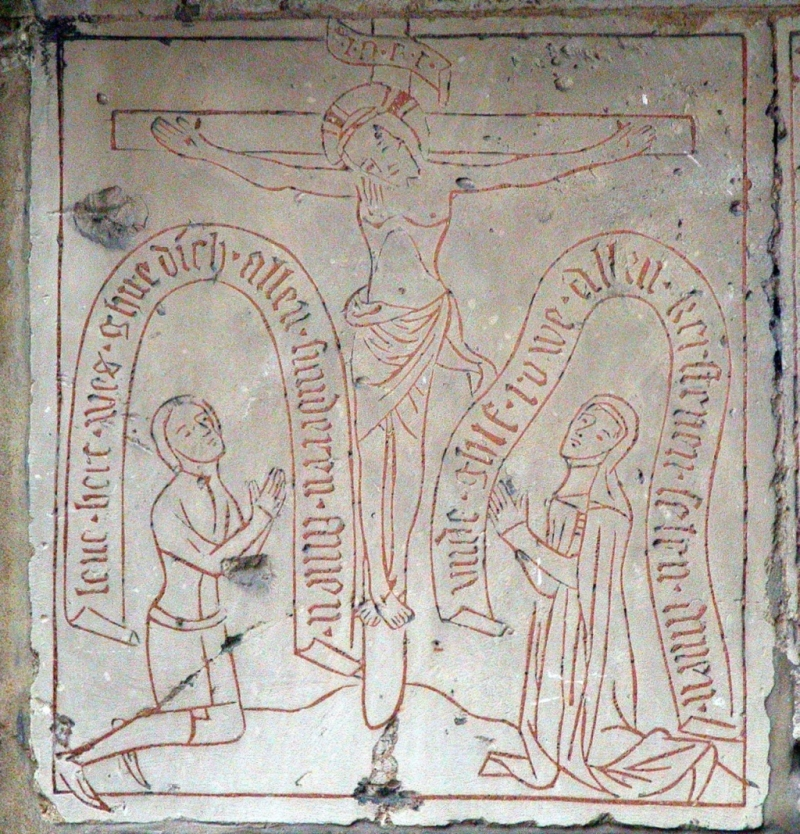
Christus mit den Stiftern

Eine noch immer gut lesbare Inschrift auf einer Steintafel aus dem Jahr 1379 an der sogenannten „Brauttür“ im nördlichen Seitenschiff der Kirche berichtet von einer Neuweihe der Kirche, was darauf schließen lässt, dass u. U. größere Umbaumaßnahmen im Jahre 1379 ihren Abschluss gefunden hatten.
Die Inschrift lautet:
„Na goddes bort M CCC LXX IX iar is desse parkerke vor nyget unde in sunte mychelis ere ghewyget we sine almesen hyr to gheve dat he in goddes hulden leve a[men]“
Links neben dieser Inschrift befindet sich eine Darstellung des gekreuzigten Christus, zu dessen Füßen das Stifterpaar kniet.
Auf einem Spruchband ist zu lesen:
„Lewe here wer ghnedich allen sunderen amen unde ghif rowe allen kerstenen selen amen“

### Umbauten in jüngerer Zeit
1789 wurde die Kirche vom braunschweigischen Hofbaumeister Christian Gottlob Langwagen mit einer neuen Kanzel, einem neuen Altar und Gestühl und einem weißen Innenanstrich versehen. Langwagen wählte die Einrichtung im Louis-seize-Stil. Vor der Ostwand befand sich ein triumphbogenartiger Aufbau, in dessen Zentrum sich nicht die Kanzel befand, sondern ein Kreuz. Die Kanzel befand sich separat an einem der südlichen Pfeiler aufgehängt. Der größte Teil Langwagens Arbeit wurde 1868 wieder entfernt, wobei ein noch heute erhaltener Steinaltar errichtet worden sein könnte.
1879/1881 erfolgte durch Ludwig Winter und Max Osterloh eine Gesamtrestaurierung im Stil der Neogotik mit Bau einer Empore für die Orgel. St. Michaelis verfügt über insgesamt zehn Fenster, von denen acht mit historisierenden, figürlichen Darstellungen zwischen 1900 und 1904 sowie ein letztes 1926 eingefügt wurden. Die neuzeitlichen Fenster wurden von Henning & Andres Glasmalerei Hannover geschaffen, 1900/01 eingeweiht und sämtlich von Gemeindemitgliedern gestiftet. Das 1926 als letztes hinzugefügte Fenster gilt dem Andenken der im Ersten Weltkrieg gefallenen Gemeindemitglieder. 1957 wurde das Gebäude renoviert. Von der mittelalterlichen Ausstattung mit ehemals neun Altären sind nur noch spärliche Reste u. a. im Städtischen Museum vorhanden. Die letzten Restaurierungsarbeiten, inkl. Ausmalung, wurden 1985 vorgenommen.

### Zweiter Weltkrieg und Nachkriegszeit

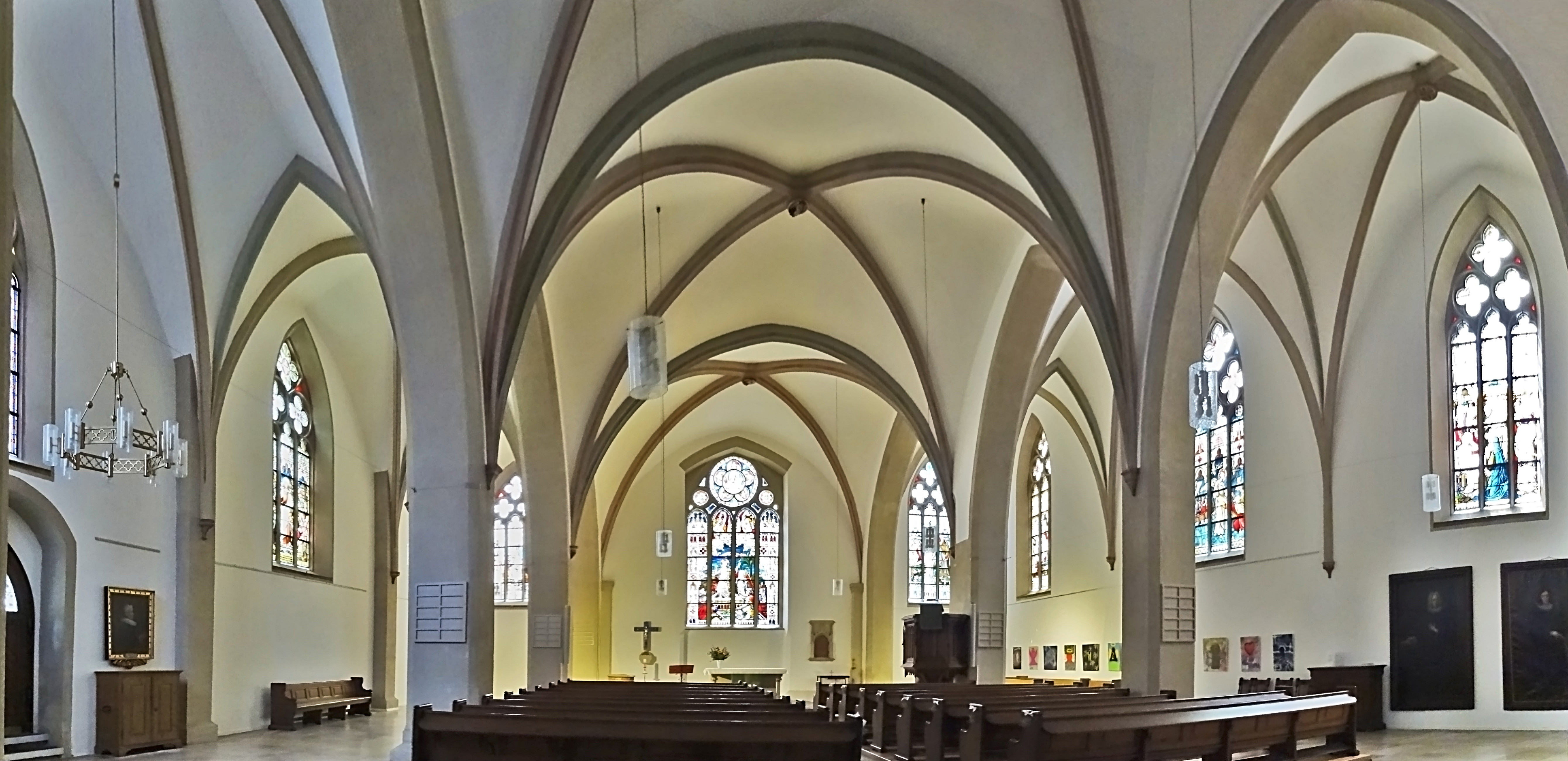
Innenansicht

Die für Braunschweig verheerenden Bombenangriffe des Zweiten Weltkrieges hatten die Michaeliskirche – im Gegensatz zu den sie unmittelbar umgebenden Fachwerkvierteln – fast unbeschädigt gelassen. Lediglich eine Glocke aus dem Jahre 1489, die 1942 zum Einschmelzen beim Glockenfriedhof in Hamburg abgeliefert werden musste, kam nie zurück.

## Glockengeläut
Im Turm der Michaeliskirche hängen drei Kirchenglocken. Sie erklingen im sogenannten Gloria-Motiv. Die große Glocke wird Michaelisglocke genannt.
Übersicht
| Glocke | Gießer                      | Gussjahr | Durchmesser | Gewicht | Schlagton |
| ------ | --------------------------- | -------- | ----------- | ------- | --------- |
| 1      | Friedrich Wilhelm Schilling | 1956     | 114 cm      | 1087 kg | f’ +8     |
| 2      | unbekannt                   | 15. Jh.  | 115 cm      | 850 kg  | g’ +7     |
| 3      | Sigfridt                    | 1407     | 89 cm       | 350 kg  | b’ +8     |

## Orgel
Die heutige Orgel der Michaeliskirche wurde 1976 durch Schmidt & Thiemann, Hannover, erbaut.

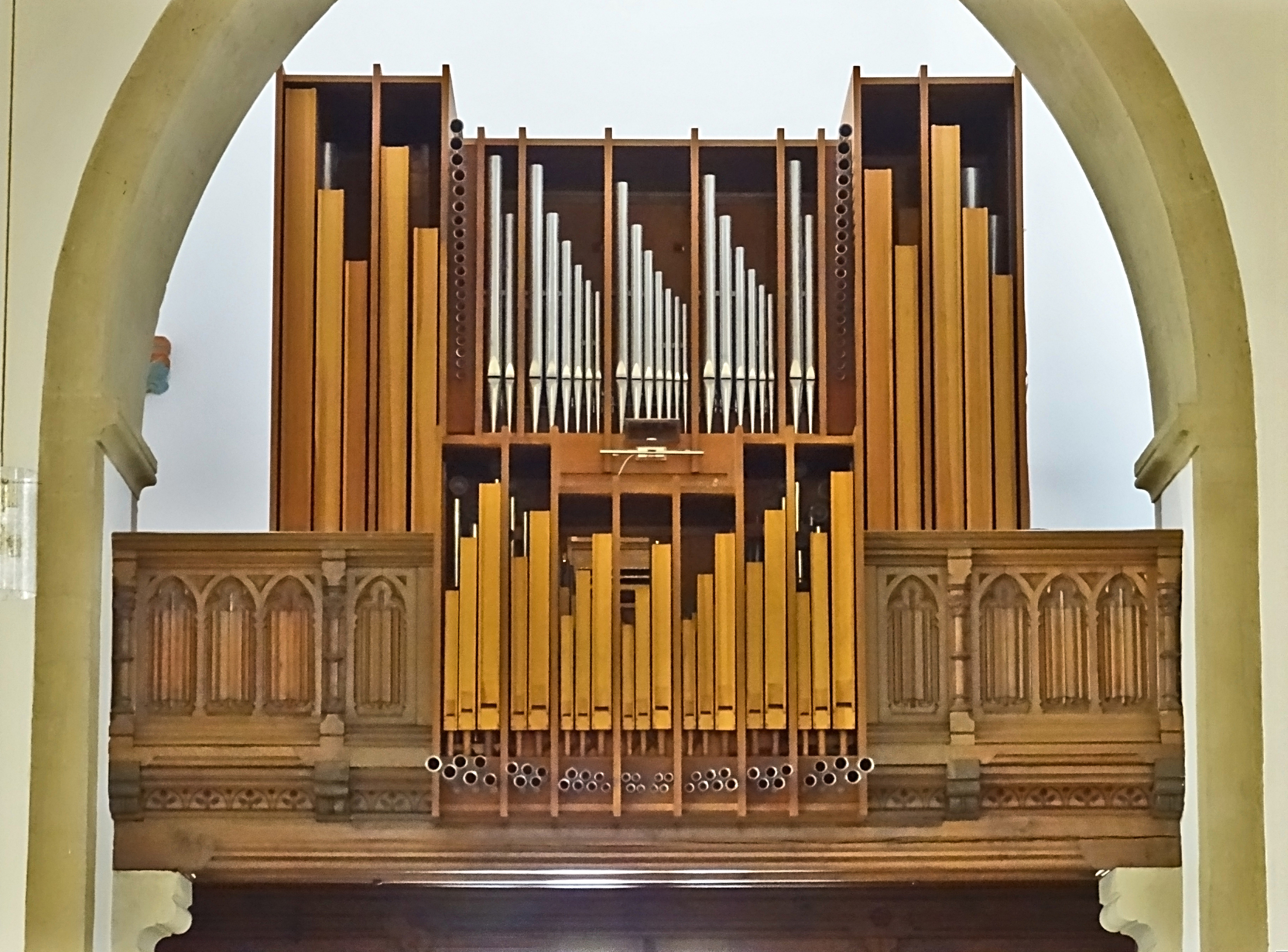
Orgel von Schmidt & Thiemann

| I Hauptwerk C–g3   |    |
| Rohrflöte          | 8′ |
| Prinzipal          | 4′ |
| Waldflöte          | 2' |
| Mixtur IV-V        |    |
| Spanische Trompete | 8′ |

| II Rückpositiv C–g3 |    |
| Holzgedackt         | 8' |
| Spitzflöte          | 4' |
| Prinzipal           | 2′ |
| Sesquialtera II     |    |
| Spanische Oboe      | 8′ |

| Pedal C–f1       |     |
| Subbass          | 16′ |
| Prinzipal        | 8′  |
| Rauschpfeife III |     |
| Posaune          | 16′ |

- Koppeln: II/I, I/P, II/P

## Traditionsinsel und stadthistorisches Umfeld
Nach der großen und weiträumigen Zerstörungen durch Bombenangriffe (Zerstörungsgrad in der Braunschweiger Innenstadt ca. 90 %) wurden bereits kurz nach Kriegsende Maßnahmen u. a. seitens des Landeskonservators und obersten Denkmalschützers des Landes Braunschweig, Kurt Seeleke, sowie des Architektur-Professors Friedrich Wilhelm Kraemer unternommen, zu retten, was noch zu retten war.

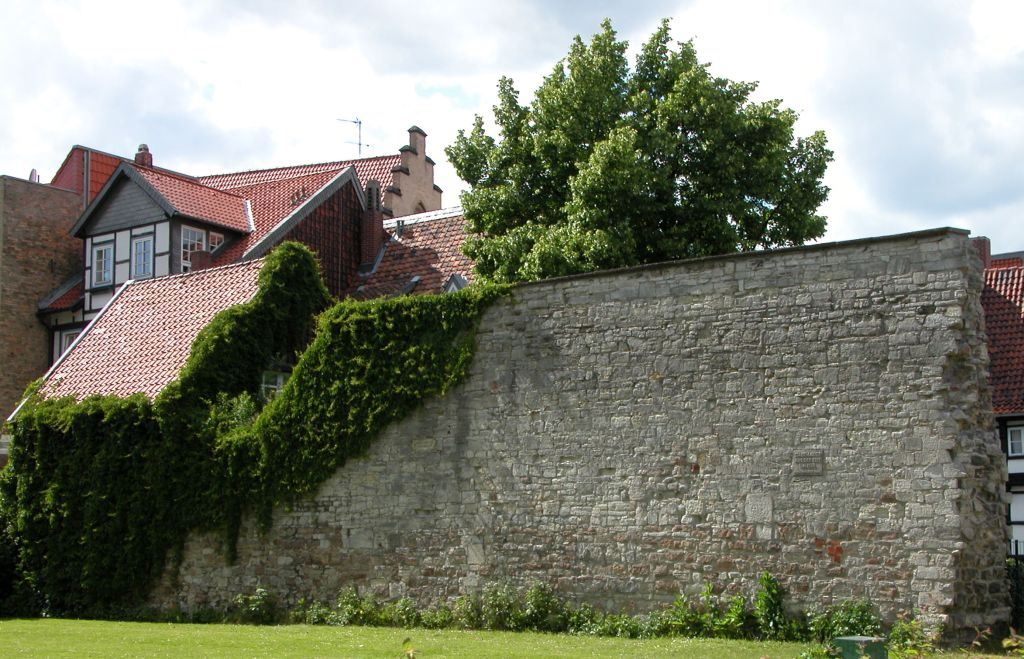
Stadtmauer am Prinzenweg

Dazu gehörte die Einrichtung der fünf sogenannten „Traditionsinseln“, deren Konzept auf Seeleke zurückgeht. Eine dieser Traditionsinseln entstand im Michaelisviertel zwischen Prinzenweg, Echternstraße und Güldenstraße um die Michaeliskirche herum, die in einem früheren „Arme-Leute-Viertel“ stand, das wegen der Fachwerkbebauung weitestgehend zerstört worden war. Wie auf den anderen „Inseln“ wurde auch hier das Ziel verfolgt, inmitten fast totaler Zerstörung Bereiche ursprünglicher, über Jahrhunderte hinweg gewachsener Bebauung zu erhalten oder wiederherzustellen. So befinden sich in unmittelbarer Nähe der Kirche u. a. die letzten Überreste der Stadtmauer aus dem 15. Jahrhundert, das Stobwasserhaus sowie ein Wehrgang aus dem Mittelalter mit einem Wehrturm.

### Michaelis-Tor
In der Nähe der Kirche befand sich eine Brücke über einen Arm der die Stadt Braunschweig umfließenden Oker. Dieser Übergang wurde durch das Michaelistor geschützt. Die Toranlage wurde 1794 vollständig abgetragen.